# Базаркакпа
Базаркакпа (каз. Базарқақпа, до 2000 г. — Коммунизм) — упразднённое село в Сайрамском районе Туркестанской области Казахстана. В 2014 году включено в состав города Шымкент и исключено из учетных данных. Входило в состав Каратобинского сельского округа. Код КАТО — 515259300.

## Население
В 1999 году население села составляло 5216 человек (2579 мужчин и 2637 женщин). По данным переписи 2009 года, в селе проживало 6989 человек (3410 мужчин и 3579 женщин).